# Seksualna revolucija
Seksualna revolucija, znana tudi kot čas seksualne osvoboditve, je bila družbeno gibanje, ki je izpodbijalo tradicionalne vzorce vedenja, povezane s spolnostjo in z medosebnimi odnosi v celotnem Zahodnem svetu od leta 1960 do leta 1980. Seksualna osvoboditev je vključevala večje sprejemanje spolnosti zunaj meja tradicionalnih heteroseksualnih, monogamih odnosov (predvsem zunaj zakonske zveze). Sledila je normalizacija kontracepcije in tabletk, javne golote, pornografije, predporočnih spolnih odnosov, homoseksualnosti in alternativnih oblik spolnosti ter legalizacija splava.